# Cambogia ai Giochi paralimpici
La Cambogia è presente ai Giochi paralimpici estivi dall'edizione che si tenne nel 2000 a Sydney, in cui partecipò con la squadra di pallavolo maschile. Da allora ha partecipato ad ogni edizione delle Paralimpiadi estive, senza mai vincere una medaglia. Non ha mai partecipato ai Giochi paralimpici invernali.

## Medagliere

### Giochi paralimpici estivi
| Giochi       | Oro | Argento | Bronzo | Totale | Pos. |
| ------------ | --- | ------- | ------ | ------ | ---- |
| Sydney 2000  | 0   | 0       | 0      | 0      | -    |
| Atene 2004   | 0   | 0       | 0      | 0      | -    |
| Pechino 2008 | 0   | 0       | 0      | 0      | -    |
| Londra 2012  | 0   | 0       | 0      | 0      | -    |
| Rio 2016     | 0   | 0       | 0      | 0      | -    |
| Tokyo 2020   | 0   | 0       | 0      | 0      | -    |
| Parigi 2024  | 0   | 0       | 0      | 0      | -    |
| Totale       | 0   | 0       | 0      | 0      | 0    |